# Basketball-Weltmeisterschaft 1950
Die 1. Basketball-Weltmeisterschaft der Herren fand vom 22. Oktober bis 4. November 1950 in Argentinien statt. Das Turnier wurde vom Weltbasketballverband (FIBA) ausgerichtet. Es traten 10 Nationalmannschaften gegeneinander an.
Die argentinische Basketballnationalmannschaft wurde Weltmeister. Vizeweltmeister wurde die Basketballnationalmannschaft der Vereinigten Staaten. Den dritten Platz belegte die Mannschaft aus Chile.

## Entstehung
Der FIBA Kongress, der sich anlässlich der Olympischen Sommerspiele 1948 in London traf, entschied sich dafür, alle vier Jahre zwischen den Olympischen Spielen eine Basketball-Weltmeisterschaft für Männer zu organisieren. Argentinien erklärte sich bereit, Gastgeber zu sein und so war Buenos Aires der Austragungsort der ersten Weltmeisterschaft.

## Austragungsort
Als Spielstätte wurde der Luna Park in Buenos Aires gewählt.
| Buenos Aires      |
| ----------------- |
| Luna Park         |
| Kapazität: 10.000 |
| Eröffnung: 1932   |
| Luna Park         |

## Teilnehmer
Die FIBA legte die Anzahl der teilnehmenden Mannschaften auf zehn fest: Die drei besten Mannschaften der Olympischen Sommerspiele 1948, die zwei besten Mannschaften aus Asien, Europa und Südamerika, plus das Organisationsland, das automatisch qualifiziert wurde. Für ihre Platzierungen bei den zwei Jahre zuvor in London ausgetragenen Olympischen Sommerspiele qualifizierten sich die Vereinigten Staaten, Frankreich und Brasilien zusammen mit dem Organisationsland Argentinien. Uruguay, das sich über den Sieg der südamerikanischen Meisterschaft von 1949 qualifiziert hatte, weigerte sich aus politischen Gründen, den Río de la Plata zu durchqueren. Die Regierung Argentiniens hatte sich nämlich geweigert, den Pressevertretern Uruguays Visa zu gewähren. Da Brasilien schon über die Olympischen Sommerspiele qualifiziert war, rückten Chile und Peru als Dritt- und Viertplatzierte der Basketball-Südamerikameisterschaft 1949 nach. Ägypten qualifizierte sich über den Sieg der Basketball-Europameisterschaft 1949. Keine asiatische Mannschaft wollte die lange und kostspielige Reise nach Lateinamerika antreten, deshalb erweiterte die FIBA das Teilnehmerfeld um Ecuador sowie zwei weitere Teams aus Europa: Spanien und Jugoslawien. Die Mannschaften waren wie folgt gesetzt:
| Vorrunde (1. Phase)                      | Vorrunde (2. Phase)                                                           | Teilnahme zurückgezogen |
| ---------------------------------------- | ----------------------------------------------------------------------------- | ----------------------- |
| - Ägypten - Ecuador - Jugoslawien - Peru | - Argentinien - Brasilien - Chile - Spanien - Frankreich - Vereinigte Staaten | - Uruguay               |

## Vorrunde
In der Vorrunde waren die teilnehmenden Nationen in zwei Gruppen eingeteilt. Während vier Mannschaften bereits in der ersten Phase einsteigen mussten, durften die restlichen sechs Mannschaften erst in der zweiten Phase beginnen. Stand ein Spiel am Ende der regulären Spielzeit unentschieden, so gab es Verlängerung. Die Vorrundenspiele der 1. und 2. Phase wurden am 22., 23. und 25. Oktober 1950 ausgetragen.

### 1. Phase
Die Gewinner der ersten Phase kamen in die zweite Phase, die Verlierer kamen in die Hoffnungsrunde.
| Spiel | Datum      | Team 1  | Team 2      | 1. H. | 2. H. | Verl. | Ergebnis |
| ----- | ---------- | ------- | ----------- | ----- | ----- | ----- | -------- |
| 1     | 22.10.1950 | Peru    | Jugoslawien | 18:16 | 15:11 | –     | 33:27    |
| 2     | 22.10.1950 | Ägypten | Ecuador     | 18:22 | 25:15 | –     | 43:37    |

### 2. Phase
Die Gewinner qualifizierten sich für die Finalrunde, die Verlierer mussten in die Hoffnungsrunde.
| Spiel | Datum      | Team 1      | Team 2     | 1. H. | 2. H. | Verl. | Ergebnis |
| ----- | ---------- | ----------- | ---------- | ----- | ----- | ----- | -------- |
| 3     | 23.10.1950 | USA         | Chile      | 20:19 | 17:14 | –     | 37:33    |
| 4     | 23.10.1950 | Argentinien | Frankreich | 30:17 | 26:23 | –     | 56:40    |
| 5     | 25.10.1950 | Peru        | Brasilien  | 15:16 | 18:24 | –     | 33:40    |
| 6     | 25.10.1950 | Spanien     | Ägypten    | 26:23 | 30:34 | –     | 56:57    |

## Hoffnungsrunde
Die Verlierer der Vorrunde hatten die Möglichkeit, sich durch einen Sieg in der Hoffnungsrunde weiter im Turnier zu halten. Die Verlierer der ersten Phase der Vorrunde mussten bereits in Phase 1 der Hoffnungsrunde einsteigen, während die Verlierer der zweiten Runde der Vorrunde erst in der zweiten Phase der Hoffnungsrunde einsteigen durften. Die Spiele der Hoffnungsrunde der 1. und 2. Phase wurden am 24. und 26. Oktober 1950 ausgetragen.

### 1. Phase
Die Gewinner kamen in die zweite Phase der Hoffnungsrunde, die Verlierer mussten in die Klassifikationsrunde.
| Spiel | Datum      | Team 1  | Team 2      | 1. H. | 2. H. | Verl. | Ergebnis |
| ----- | ---------- | ------- | ----------- | ----- | ----- | ----- | -------- |
| 7     | 24.10.1950 | Chile   | Jugoslawien | 27:11 | 13:13 | –     | 40:24    |
| 8     | 24.10.1950 | Ecuador | Frankreich  | 26:30 | 17:18 | –     | 43:48    |

### 2. Phase
Die Gewinner qualifizierten sich für die Finalrunde, die Verlierer mussten in die Klassifikationsrunde.
| Spiel | Datum      | Team 1     | Team 2 | 1. H. | 2. H. | Verl. | Ergebnis |
| ----- | ---------- | ---------- | ------ | ----- | ----- | ----- | -------- |
| 9     | 26.10.1950 | Spanien    | Chile  | 18:24 | 22:30 | –     | 40:54    |
| 10    | 26.10.1950 | Frankreich | Peru   | 25:22 | 21:24 | 3:0   | 49:46    |

## Klassifikationsrunde
Die Verlierer der Hoffnungsrunde spielten in der Klassifikationsrunde um die Plätze 7 bis 10. Die Spiele der Klassifikationsrunde wurden vom 28. Oktober bis 4. November 1950 ausgetragen.
| Platz | Team        | S | G | V | Körbe   | Punkte | Diff. |
| ----- | ----------- | - | - | - | ------- | ------ | ----- |
| 1     | Peru        | 3 | 3 | 0 | 140:123 | 6      | +17   |
| 2     | Ecuador     | 3 | 2 | 1 | 142:141 | 5      | +1    |
| 3     | Spanien     | 3 | 1 | 2 | 89:97   | 4      | −8    |
| 4     | Jugoslawien | 3 | 0 | 3 | 83:93   | 2      | −10   |

| Spiel | Datum      | Team 1      | Team 2      | 1. H. | 2. H. | Verl.   | Ergebnis |
| ----- | ---------- | ----------- | ----------- | ----- | ----- | ------- | -------- |
| 11    | 28.10.1950 | Jugoslawien | Ecuador     | 15:14 | 25:31 | –       | 40:45    |
| 12    | 29.10.1950 | Spanien     | Peru        | 19:20 | 18:23 | –       | 37:43    |
| 13    | 31.10.1950 | Jugoslawien | Peru        | 14:24 | 21:11 | 4:4 4:7 | 43:46    |
| 14    | 01.11.1950 | Ecuador     | Spanien     | 29:25 | 25:25 | –       | 54:50    |
| 15    | 03.11.1950 | Spanien     | Jugoslawien |       |       | –       | 2:0      |
| 16    | 04.11.1950 | Ecuador     | Peru        | 17:23 | 26:28 | –       | 43:51    |

## Finalrunde
Die Gewinner der zweiten Phase von Vor- und Hoffnungsrunde qualifizierten sich für die Finalrunde. Bei Punktgleichheit in der Abschlusstabelle bestimmte der direkte Vergleich der Mannschaften über die Platzierung. Fand dadurch keine Entscheidung statt, war das Korbverhältnis der Spiele untereinander ausschlaggebend. Die Spiele der Finalrunde wurden vom 27. Oktober bis 3. November 1950 ausgetragen.
| Platz | Team               | S | G | V | Körbe   | Punkte | Diff. |
| ----- | ------------------ | - | - | - | ------- | ------ | ----- |
| 1     | Argentinien        | 5 | 5 | 0 | 300:200 | 10     | +100  |
| 2     | Vereinigte Staaten | 5 | 4 | 1 | 221:200 | 9      | +21   |
| 3     | Chile              | 5 | 2 | 3 | 209:233 | 7      | −24   |
| 4     | Brasilien          | 5 | 2 | 3 | 214:182 | 7      | +32   |
| 5     | Ägypten            | 5 | 2 | 3 | 158:208 | 7      | −50   |
| 6     | Frankreich         | 5 | 0 | 5 | 173:252 | 5      | −79   |

| Spiel | Datum      | Team 1      | Team 2      | 1. H. | 2. H. | Verl. | Ergebnis |
| ----- | ---------- | ----------- | ----------- | ----- | ----- | ----- | -------- |
| 17    | 27.10.1950 | Frankreich  | Chile       | 19:27 | 25:21 | –     | 44:48    |
| 18    | 27.10.1950 | Ägypten     | USA         | 19:18 | 13:16 | –     | 32:34    |
| 19    | 29.10.1950 | Ägypten     | Frankreich  | 10:9  | 21:19 | –     | 31:28    |
| 20    | 29.10.1950 | Brasilien   | Argentinien | 21:22 | 14:18 | –     | 35:40    |
| 21    | 30.10.1950 | Argentinien | Chile       | 36:17 | 26:24 | –     | 62:41    |
| 22    | 30.10.1950 | Brasilien   | USA         | 25:26 | 17:19 | –     | 42:45    |
| 23    | 31.10.1950 | Ägypten     | Brasilien   | 11:17 | 8:21  | –     | 19:38    |
| 24    | 31.10.1950 | Argentinien | Frankreich  | 38:19 | 28:22 | –     | 66:41    |
| 25    | 01.11.1950 | Chile       | USA         | 12:29 | 17:15 | –     | 29:44    |
| 26    | 01.11.1950 | Ägypten     | Argentinien | 15:35 | 18:33 | –     | 33:68    |
| 27    | 02.11.1950 | USA         | Frankreich  | 26:23 | 22:10 | –     | 48:33    |
| 28    | 02.11.1950 | Chile       | Brasilien   | 25:17 | 26:23 | –     | 51:40    |
| 29    | 03.11.1950 | Ägypten     | Chile       | 18:19 | 25:21 | –     | 43:40    |
| 30    | 03.11.1950 | Frankreich  | Brasilien   | 14:31 | 13:28 | –     | 27:59    |
| 31    | 03.11.1950 | USA         | Argentinien | 24:34 | 26:30 | –     | 50:64    |

## Endergebnis
1. Argentinien
2. Vereinigte Staaten
3. Chile
4. Brasilien
5. Ägypten
6. Frankreich
7. Peru
8. Ecuador
9. Spanien
10. Jugoslawien

## Auszeichnung

### Spieler mit den meisten Punkten
Der Spanier Álvaro Salvadores erzielte die meisten Korbpunkte des Turniers. In insgesamt vier Spielen erzielte Salvadores durchschnittlich 13,8 Punkte.

### Mannschaft des Turniers
Neben dem Spanier Álvaro Salvadores wurden der US-Amerikaner John Stanich, der Chilene Rufino Bernedo sowie die Argentinier Óscar Furlong und Ricardo González in das All-Tournament Team gewählt.